# 威斯康星大學奧克萊爾分校
威斯康星大學水清分校（University of Wisconsin–Eau Claire，亦稱：UW–Eau Claire、UWEC或Eau Claire）是威斯康星大學系統內、位於美國威斯康星州水清的一所公立大學，成立於1916年。2015年《美國新聞與世界報道》在“中西部地區大學”排名中將其列在第33位。

## 外部連結
- Official website （页面存档备份，存于）
- UW–Eau Claire Athletics （页面存档备份，存于）
- Blugold Marching Band （页面存档备份，存于）
- The Forum